# Страдомка (Малопольське воєводство)
Страдомка (пол. Stradomka) — село в Польщі, у гміні Бохня Бохенського повіту Малопольського воєводства.
Населення — 321 особа (2011).
У 1975—1998 роках село належало до Тарновського воєводства.

## Географія
У селі річка Страдомка впадає у Рабу.

## Демографія
Демографічна структура станом на 31 березня 2011 року:
|          | Загалом | Допрацездатний вік | Працездатний вік | Постпрацездатний вік |
| -------- | ------- | ------------------ | ---------------- | -------------------- |
| Чоловіки | 157     | 28                 | 114              | 15                   |
| Жінки    | 164     | 42                 | 97               | 25                   |
| Разом    | 321     | 70                 | 211              | 40                   |